# Jambaló
Jambaló est une municipalité située dans le département de Cauca, en Colombie.